# Agustín Alayes
Agustín Alayes (født 22. juli 1978 i La Plata, Argentina) er en argentinsk tidligere fodboldspiller (midterforsvarer). 
Alayes tilbragte størstedelen af sin karriere i hjemlandet, hvor han primært repræsenterede Estudiantes samt Quilmes. Han var med til at vinde det argentinske mesterskab med Estudiantes i 2006, mens han i 2009 var med til at vinde Sydamerikas fornemste klubturnering, Copa Libertadores. Han kunne dog grundet en skade ikke deltage i Estudiantes' finalesejr over brasilianske Cruzeiro.

## Titler
Primera División de Argentina
- 2006 (Apertura) med Estudiantes

Copa Libertadores
- 2009 med Estudiantes